# Нове Нарушево
Нове Нарушево (пол. Nowe Naruszewo) — село в Польщі, у гміні Нарушево Плонського повіту Мазовецького воєводства.
У 1975-1998 роках село належало до Цехановського воєводства.